# カルステン・クローン
カルステン・クローン（Karsten Kroon、1976年1月29日 - ）は、オランダ、ダレン出身の自転車競技（ロードレース）選手。

## 経歴
1999年、ラボバンクと契約を結んでプロ転向。
2001年
- GPカントン・アールガウ 優勝。

2002年
- ツール・ド・フランス第8ステージでは、オランダ勢の上位独占とあいまったが、2位のセルヴァイス・クナーヴェン、さらに当時のチームメイトであり、3位に入ったエリック・デッケルらを抑えて区間優勝を果たした。

2004年
- ルント・ウム・デン・ヘニンガー＝トゥルム優勝。

2006年、チームCSCに移籍。
2008年
- ルント・ウム・デン・ヘニンガー＝トゥルム優勝。

2009年
- アムステルゴールドレース2位。

2010年、BMC・レーシングチームに移籍。
2012年、チーム・サクソバンクに移籍。